# Rofanspitze
Rofanspitze är ett berg i Österrike.   Det ligger i distriktet Kufstein och förbundslandet Tyrolen, i den västra delen av landet, 400 km väster om huvudstaden Wien. Toppen på Rofanspitze är 2 259 meter över havet, eller 152 meter över den omgivande terrängen. Bredden vid basen är 2,6 km. Rofanspitze ingår i Sonnwend Gebirge.
Terrängen runt Rofanspitze är huvudsakligen bergig, men den allra närmaste omgivningen är kuperad. Närmaste större samhälle är Kramsach, 6,4 km öster om Rofanspitze. 
I omgivningarna runt Rofanspitze växer i huvudsak blandskog. Runt Rofanspitze är det ganska tätbefolkat, med 100 invånare per kvadratkilometer.